# 長井漁港
長井漁港（ながいぎょこう）は、神奈川県横須賀市にある第2種漁港である。

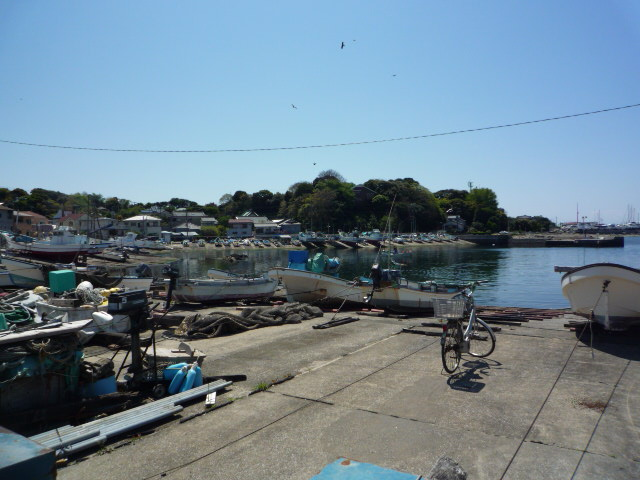
長井漁港（2010年04月25日）

## 概要
- 管理者 - 横須賀市
- 漁業協同組合 - 長井町
- 組合員数 - 526名（2001年（平成13年）12月）
- 漁港番号 - 2120020

## 沿革
- 1952年1月12日 - 第2種漁港に指定

## 主な魚種
- イワシ
- サバ
- アジ類
- ワカメ
- ウナギ - 2002年（平成14年）度陸揚量全国5位
- ボラ - 2002年（平成14年）度陸揚量全国7位

## 主な漁業
- まき網漁業
- 大型定置網漁業
- 海面養殖業（藻類）
- 釣り（サバ）

## 交通
- 京急久里浜線三崎口駅より京浜急行バス長井小学校下車徒歩すぐ